# ويليام جوزيف همر
ويليام جوزيف همر (بالإنجليزية: William Joseph Hammer)‏ هو مخترِع أمريكي، ولد في 26 فبراير 1858 في بنسيلفانيا في الولايات المتحدة، وتوفي في 24 مارس 1934.

## روابط خارجية
- ويليام جوزيف همر على موقع الموسوعة البريطانية (الإنجليزية)